# Daewoo Leganza
O Leganza é um sedã de porte médio da Daewoo, fabricado desde 1997 até 2002.

## Design
A carroçaria do Daewoo Leganza foi projetada pelo famoso designer italiano Giorgetto Giugiaro da Italdesign. As referências estilísticas em seu design foram o protótipo Jaguar Kensington de 1990 e o Lexus 300.
O carro estava disponível somente com uma carroçaria sedã de quatro portas e cinco lugares.

## Mecânica
O Daewoo Leganza é um carro com tração dianteira. O Leganza é movido por motores D-TEC DOHC 16V com quatro cilindros em linha fornecidos pela Holden:
- 2,0 l (1998 cc) - 131 hp (98 kW; 133 PS) a 5.400 rpm, 185 N⋅m a 4.600 rpm de torque - usado em modelos vendidos na Europa.
- 2,2 l (2198 cc) - 133 hp (99 kW; 135 PS) a 5.200 rpm, 200 N⋅m a 2.800 rpm de torque - usado principalmente para o mercado americano e australiano.

O Leganza estava disponível com uma transmissão manual de 5 velocidades ou uma automática de 4 velocidades.